# Carex brysonii
Espèce
Classification phylogénétique
Carex brysonii est une espèce de plantes du genre Carex et de la famille des Cyperaceae.